# Francisco Asenjo Barbieri
Francisco Asenjo Barbieri (3. srpna 1823 Madrid – 19. února 1894 tamtéž) byl španělský hudební skladatel proslulý zejména svými zarzuelami.

## Život
Narozen jako Francisco Asenjo 3. srpna 1823 v Madridu. Jméno Barbieri přijal na počest svého dědečka, který byl manažerem divadla Teatro de la Cruz a uvedl ho do světa divadla a hudby. Jeho prvním učitelem byl José Ordóñez Mayorito. V roce 1837 vstoupil na madridskou konzervatoř, kde studoval hru na klavír, na klarinet, zpěv a skladbu. Jeho učiteli byli Ramón Broca, Pedro Albéniz, Baltasar Saldoni a Ramón Carnicer.
V letech 1841–1844 se živil jako kočovný zpěvák, hudebník, sbormistr, učitel hudby a komponoval populární písně a tance. Jako operní skladatel se představil v roce 1847 operou Il Buontempone, komponovanou ještě ve stylu soudobé italské opery. Zároveň však založil společnost La España Musical na podporu národní španělské hudby. Pracoval i jako novinář, hudební kritik a překladatel.
V roce 1850 zcela opustil italskou operu a pokusil se vytvořit svébytnou španělskou divadelní formu. Vznikla tak jeho první jednoaktová zarzuela Gloria y peluca na text José de la Villa del Valle. Soustředil okolo sebe skupinu skladatelů (např. Cristóbal Oudrid, Joaquín Gaztambide nebo Emilio Arrieta) s podobnými názory, kteří svá díla uváděli v divadle Teatro del Circo. V roce 1860 pak stál u zrodu divadla Teatro de la Zarzuela. V průběhu tohoto období svého života napsal na 70 zarzuel, z nichž nejúspěšnější byly: Gloria y Peluca (1850), Jugar con fuego (1851), Todos son raptos (1851), El marqués de Caravaca (1853), Los diamantes de la corona (1854), El sargento Federico (1855), Mis dos mujeres (1855), El diablo en el poder (1856), Un tesoro escondido (1861), Pan y toros (1864), El barberillo de Lavapiés (1874) a El señor Luis el tumbón (1891).
V roce 1866 založil Společnost pro orchestrální hudbu, která seznámila španělské publikum zejména s německou symfonickou hudbou. Byl široce publikačně činný. Psal články a knihy o hudbě i politice. Je uveden mezi autory Hispánsko-amerického encyklopedického slovníku literatury, vědy a umění (Diccionario Enciclopédico Hispano-Americano de Literatura, Ciencias y Artes. Mezi jeho hudebněvědným publikacemi je nejdůležitější Cancionero musical de los siglos XV y XVI, sbírka hudby 15. a 16. století z roku 1890, v němž zveřejnil přepisy 459 rukopisů z knihovny Královského paláce.
O šíří jeho zájmů svědčí to, že se věnoval také gastronomii a napsal řadu skladeb pro dosti neobvyklý nástroj – niněru.
Za svou činnost obdržel řadu ocenění. Hudebními historiky je považován za vůdčí osobnost španělské hudby 19. století a otce zarzuely. Zemřel v Madridu 19. února 1894.
Režizér José Luis Moreno natočil v roce 1996 film podle jeho nejúspěšnější zarzuely El Barberillo de Lavapiés.

## Dílo
- Il Buontempone (1847) opera
- Gloria y peluca (1850, libreto José de la Villa del Valle)
- Tramoya (1850, libreto José Olona)
- Escenas en Chamberí (spolupráce Joaquín Gaztambide, Rafael Hernando a Cristóbal Oudrid, 1850, libreto )osé Olona
- La picaresca (spolupráce Gaztambide, 1850, libreto Carlos García Doncel y Eduardo Asquerino)
- Jugar con fuego (1851, libreto Ventura de la Vega)
- Por seguir a una mujer viaje (spolupráce Gaztambide a Hernando, 1851, libreto José Olona)
- El Manzanares (1852, libreto Mariano Pina y Bohigas)
- Gracias a Dios que está puesta la mesa! (1852, libreto José Olona)
- El marqués de Caravaca (1853, libreto Ventura de la Vega)
- Don Simplicio Bodadilla (spolupráce Gaztambide, Hernando] a José Inzenga, 1853, libreto Manuel Tamayo y Baus a Victorino Tamayo y Baus)
- Galanteos en Venecia (1853, libreto José Olona)
- Aventura de un cantante (1854, libreto José María Gutiérrez de Alba)
- Los diamantes de la corona (1854, libreto Francisco Camprodón)
- Mis dos mujeres (1855, libreto Luis Olona)
- Los dos ciegos (1855, libreto Luis Olona)
- El sargento Federico (spolupráce Gaztambide, 1855, libreto José Olona)
- El vizconde (1855, libreto Francisco Camprodón)
- El diablo en el poder (1856, libreto Francisco Camprodón)
- El relámpago (1857, libreto Francisco Camprodón)
- Jugar con fuego (1857, libreto Ventura de la Vega)
- El sargento Federico (spolupráce Gaztambide, 1857, libreto Luis Olona)
- Amar sin conocer (spolupráce Gaztambide, 1858, libreto José Olona)
- Un caballero particular (1858, libreto Carlos Frontaura)
- Por conquista (1858, libreto Francisco Camprodón)
- El robo de las sabinas (1859, libreto Antonio García Gutiérrez)
- Entre mi mujer y el negro (1859, libreto Luis Olona)
- El niño (1859, libreto Mariano Pina Domínguez)
- Un tesoro escondido (1861, libreto Ventura de la Vega)
- El secreto de una dama (1862, libreto Luis Rivera)
- Dos pichones del Turia (1863, libreto Rafael María Liern)
- Pan y toros (1864, libreto José Picón)
- Gibraltar en 1890 (1866, libreto José Picón)
- Un tesoro escondido (1867, libreto Ventura de la Vega)
- El pan de la boda (1868, libreto Francisco Camprodón)
- Le trésor caché (1869, libreto Ventura de la Vega)
- Robinsón (1870, libreto Rafael García Santisteban)
- Los holgazanes (1871, libreto José Picón)
- Don Pacífico (o «El dómine irresoluto») (1871, libreto Antonio María Segovia)
- El hombres es débil (1871, libreto Mariano Pina Domínguez)
- Sueños de oro (1872, libreto Luis Mariano de Larra)
- Los comediantes de antaño (1873, libreto Mariano Pina y Bohigas)
- El matrimonio interrumpido (1873, libreto Miguel Pastorfido)
- El Barberillo de Lavapiés (1874, libreto Luis Mariano de Larra)
- l domador de fieras (1874, libreto Ramos Carrión y Campo-Arana)
- La vuelta al mundo. (1875, libreto Luis Mariano de Larra)
- Chorizos y polacos (1876, libreto Luis Mariano de Larra)
- La confitera (1876, libreto Mariano Pina y Bohiga)
- Juan de Urbina (1876, libreto Luis Mariano de Larra)
- Artistas para La Habana (1877, libreto Rafael Maria Liern a Augusto E. Mandan y García)
- Los carboneros (1877, libreto Mariano Pina y Bohigas)
- El triste Chactas (1878, libreto Pedro María Barrera)
- Los chichones (1879, libreto Mariano Pina y Bohigas)
- A Sevilla por todo! (1880, libreto Javier de Burgos)
- Anda, valiente (1881, libreto Mariano Pina Bohigas)
- Sobre el canto de Ultreja (1883, libreto Flores Laguna)
- De Getafe al paraíso (o «La familia del tío Maroma») (1884, libreto Ricardo de la Vega)
- Hoy sale hoy ...! (spolupráce Federico Chueca, 1884, libreto Tomas Luceño y Javier de Burgos)
- Los fusileros (1884, libreto Mariano Pina Domínguez)
- Novillos en polvoranca (o «Las hijas de Paco Ternero») (1885, libreto Ricardo de la Vega)
- El señor Luis el Tumbón (o «Despacho de huevos frescos») (1891, libreto Ricardo de la Vega)
- La vuelta al mundo (libreto Luis Mariano de Larra)